# Kościelcowy Kocioł

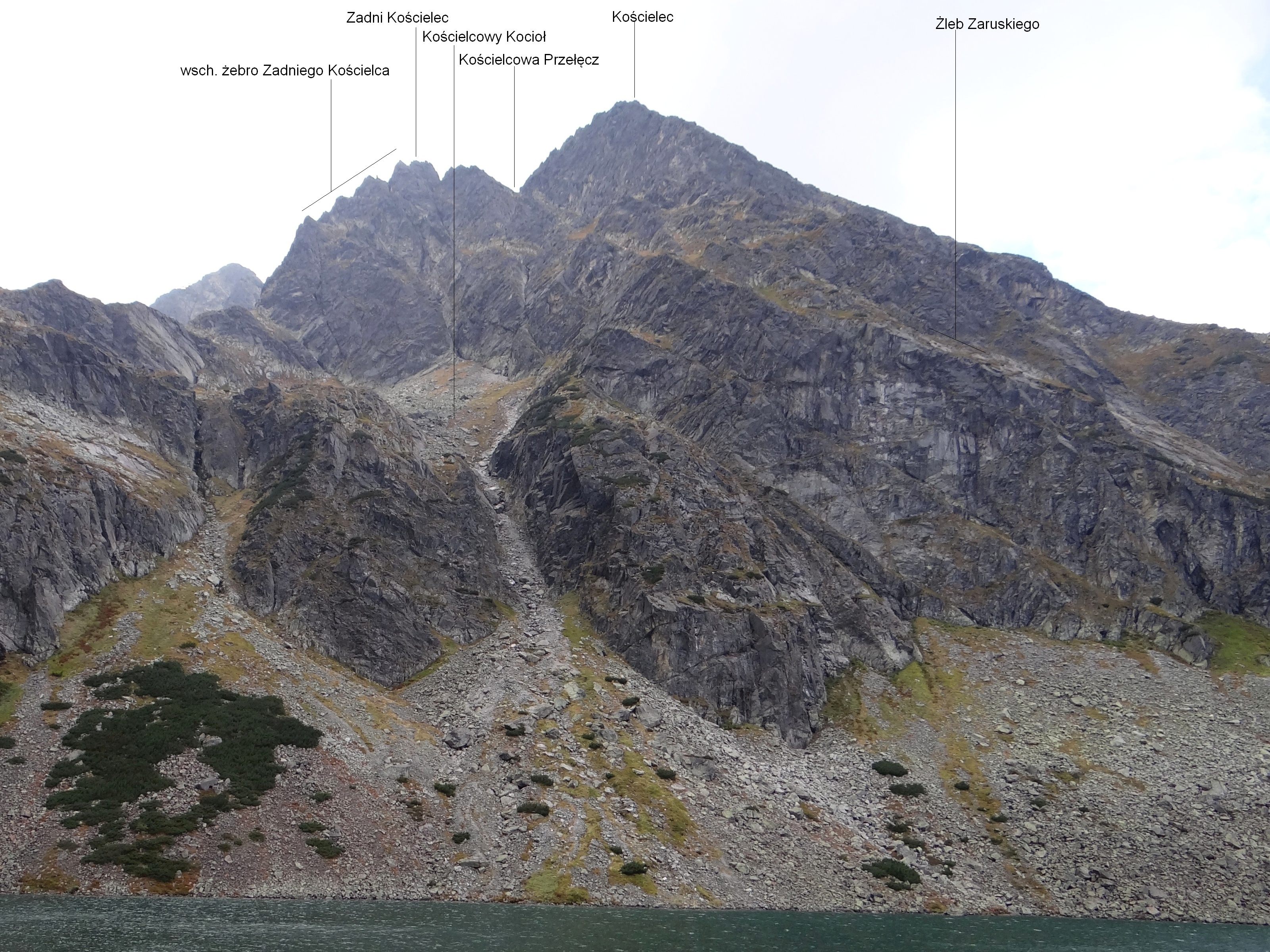
Widok znad Czarnego Stawu

Kościelcowy Kocioł – duży kocioł lodowcowy na wschodnich zboczach masywu Kościelca w polskich Tatrach Wysokich. Znajduje się na wysokości około 1800–1900 m u podnóży północno-wschodniej ściany Zadniego Kościelca i wschodniej ściany Kościelca. Od wschodniej strony kocioł opada stromym progiem do Czarnego Stawu. Próg ten jest głęboko przecięty kamienisto-piarżystym żlebem, tak, że tworzy dwie oddzielne ściany. Żleb jest lawiniasty.
Z Czarnego Stawu do Kościelcowego Kotła poprowadzono dwie drogi wspinaczkowe:
- droga Kochańczyka (II stopień w skali trudności UIAA),
- droga Klisia (IV stopień trudności)[2].